# COVID Alert
COVID Alert是加拿大用于2019冠状病毒病密切接触情况监测的手机应用。该应用于2020年7月31日首次亮相，并在除阿尔伯塔省和不列颠哥伦比亚省外的加拿大全境应用。
该应用使用蓝牙向用户附近的其他COVID Alert用户的智能手机广播和接收随机生成的ID。如果相关用户COVID-19检测结果为阳性，他们可以选择在特定时间段内匿名标记自己的身份证，以便通知其他人可能接触新冠病毒。
2020年9月，该应用的用户多达300万个用户。